# Sympiesis polygoniae
Sympiesis polygoniae är en stekelart som först beskrevs av Jean Risbec 1951.  Sympiesis polygoniae ingår i släktet Sympiesis och familjen finglanssteklar. Inga underarter finns listade i Catalogue of Life.